# Bussière-Badil
Bussière-Badil is een gemeente in het Franse departement Dordogne (regio Nouvelle-Aquitaine) en telt 517 inwoners (2004). De plaats maakt deel uit van het arrondissement Nontron.

## Geografie
De oppervlakte van Bussière-Badil bedraagt 19,6 km², de bevolkingsdichtheid is 26,4 inwoners per km².
De onderstaande kaart toont de ligging van Bussière-Badil met de belangrijkste infrastructuur en aangrenzende gemeenten.

## Demografie
Onderstaande figuur toont het verloop van het inwonertal (bron: INSEE-tellingen).